# Deuce (Kiss)
Deuce è un brano del gruppo hard rock statunitense Kiss, pubblicato per la prima volta nel febbraio del 1974 all'interno del loro omonimo album.

## Il brano
La canzone è stata pubblicata come Lato B del singolo Kissin' Time e fin dalla sua pubblicazione ha riscosso moltissimo successo, tanto che ancora ad oggi viene suonata nei concerti della band, viene anche proposta nel primo album musicale live e nei successivi. 

## Tracce
- Lato A: Kissin' Time
- Lato B: Deuce

## Formazione
- Gene Simmons - basso, voce solista
- Paul Stanley - chitarra ritmica, cori
- Ace Frehley - chitarra solista, cori
- Peter Criss - batteria, cori